# Sirnamekar
Sirnamekar is een bestuurslaag in het regentschap Sukabumi van de provincie West-Java, Indonesië. Sirnamekar telt 1982 inwoners (volkstelling 2010).